# Claudio Boada Pallarés
Claudio Boada Pallarés (Barcelona, 1953) és un empresari català, president del Círculo de Empresarios de 2004 a 2012. Actualment és partó de la Fundació Joan Boscà, una entitat lligada al finançament de l'entitat espanyolista Societat Civil Catalana. És fill de Claudio Boada Villalonga.
Es graduà en enginyeria industrial per la Universitat Politècnica de Madrid i MBA per la University of Southern California. Dedicat al món financer, va treballar al Banco de Bilbao en 1977, al Banco de Progreso (Grup March) de 1983 i 1990, i finalment fou responsable i president de Lehman Brothers a Espanya i Portugal de 2000 a 2004. De 2004 a 2012 fou president del Círculo de Empresarios. L'any 2005 el Col·legi Oficial d'Enginyers Industrials de Madrid li va concedir l'Esment Honorífic a l'Enginyer Industrial de l'Any.
També fou president del consell assessor d'Abantia, que el 2016 a presentar suspensió de pagaments. En abril de 2012 fou nomenat Senior Advisor del Blackstone Group per Espanya i Portugal. En 2013 va entrar a formar part del consell d'administració del grupo Prisa. En 2017 fou designat senior advisor de Natixis per Espanya.